# Masterpiece (Gazebo)
Masterpiece è il singolo di debutto del cantante Gazebo, pubblicato nel 1982 dall'etichetta discografica Baby Records.
La canzone, scritta dallo stesso Gazebo insieme a Pierluigi Giombini, ha riscosso un discreto successo in alcuni paesi europei.
La traccia viene utilizzata nella sigla del film Amici come prima.
Sul lato B è presente una versione strumentale più integrale, non è stato inserito nell'album.

## Tracce
7" single (Baby BR 50271 [it]) 
7" single (Baby / EMI 1C 006-64 881 [de])
Lato A
1. Masterpiece (Vocal) – 4:10 (testo: Pierluigi Giombini, Paolo Micioni – musica: Gazebo)

Lato B
1. Masterpiece (Instrumental) – 4:43 (testo: Pierluigi Giombini, Paolo Micioni – musica: Gazebo)

12" maxi (Baby BR 54015 [it])
Lato A
1. Masterpiece (Vocal) – 9:30 (testo: Pierluigi Giombini, Paolo Micioni – musica: Gazebo)

Lato B
1. Masterpiece (Instrumental) – 12:45 (testo: Pierluigi Giombini, Paolo Micioni – musica: Gazebo)

## Classifiche
| Classifica (1982) | Posizione raggiunta |
| ----------------- | ------------------- |
| Svizzera          | 5                   |
| Italia            | 2                   |
| Germania          | 35                  |